# Кредитные средства обращения и платежа
Кредитные средства обращения и платежа, кредитные орудия обращения — денежные инструменты, знаки стоимости, используемые для расчётов по торговым, коммерческим операциям и возникающие на основе коммерческого и банковского кредита . Являясь по сути инструментами кредита и выражая отношения между заёмщиками и кредиторами, они выполняют одновременно ряд денежных функций.
Согласно принятой практике к кредитным средствам обращения и платежа относят: вексель (простой и переводной), чек и банковский билет. Согласно Закону США от 1881 года об обращающихся ценных бумагах (англ. Negotiable Instruments Act) к такого рода средствам обращения и платежа относят простой и переводной вексель, чек, депозитный сертификат.

## Вексель и его роль в международной торговле
Вексель является одним из важнейших инструментов кредитования и расчётов. 
Особенностью векселя как обращающегося платёжного средства является то, что он представляет собой денежное обязательство. Денежное обязательство носит бесспорный характер, является абстрактным, т.е. отвлечённым от тех обстоятельств, которые предшествовали его выдаче или передаче.
Владелец векселя имеет возможность передавать его, т.е переуступать своё право на получение определённой суммы, использовать его как объект учёта или залога в банке.

## Чек и чековое обращение
Чек представляет собой безусловный приказ банку произвести платёж указанной суммы чекодержателю или его приказу.
В большинстве стран существуют специальные нормы, регулирующие чековое обращение.
Чековый оборот способствует экономии наличных денег. Получил широкое распространение в сфере международных расчётов.

## Банковский билет
Банковский билет (банкнота) явился результатом эволюции векселя. Первоначально служил удостоверением о приёме банкиром золота и обязательством выдать этот вклад по первому требованию.
Правом эмиссии банкнот вначале обладали многие коммерческие банки. Затем государство сосредоточило выпуск банкнот в центральном банке. Таким образом, банкноте был придан характер всеобщего платёжного средства.